# Phyllanthus cryptophilus
Phyllanthus cryptophilus là một loài thực vật có hoa trong họ Diệp hạ châu. Loài này được (Comm. ex A.Juss.) Müll.Arg. miêu tả khoa học đầu tiên năm 1863.